# Onthophagus ducorpsi
Onthophagus ducorpsi är en skalbaggsart som beskrevs av D'orbigny 1913. Onthophagus ducorpsi ingår i släktet Onthophagus och familjen bladhorningar. Inga underarter finns listade i Catalogue of Life.